# Undecided
Undecided est une chanson populaire écrite par Sid Robin et Charlie Shavers et sortie en 1938.

## Enregistrements
- Le premier enregistrement a été réalisé par John Kirby et The Onyx Club Boys le 28 octobre 1938 et publié par Decca Records sous le numéro de catalogue 2216, avec pour face B From A Flat to C[1].
- Il a également été enregistré par Chick Webb et son orchestre avec la voix d'Ella Fitzgerald le 17 février 1939 et publié par Decca Records sous le numéro de catalogue 2323, avec pour face B In the Groove at the Grove[1].
- Les Dandridge Sisters enregistrent une reprise en juillet 1939, et Django Reinhardt enregistre une version avec le Quintette du Hot Club de France, et Beryl Davis au chant, en août de la même année.
- La version avec le plus grand succès a été enregistrée par The Ames Brothers avec l'orchestre Les Brown le 25 juin 1951 et publiée par Coral Records sous le numéro de catalogue 60566, avec pour face B Sentimental Journey[2]. Il a d'abord atteint le palmarès Billboard le 28 septembre 1951 et a duré 20 semaines sur dans le magazine, culminant à la sixième place[3].
- Toujours en 1951, un traitement bebop de la chanson a été publié par Gene Ammons[4]. Billy May a enregistré la chanson dans le cadre de son album de 1955 Arthur Murray Cha Cha Mambos.
- En 1960, Harry James sort une version dans son album, Harry James... Today (MGM E-3848).
- Al Hirt a sorti une version dans son album de 1961, The Greatest Horn in the World[5].
- Raffi a enregistré sa version sur son album de 1977 Adult Entertainment[réf. nécessaire].
- Natalie Cole a enregistré la chanson pour son album de 1993 Take a Look[6].

## Dans la culture populaire
Cette chanson est présent dans le jeu vidéo de rôle de 2015 Fallout 4[réf. nécessaire].